# Harbor News Association
La Harbor News Association (littéralement « association du port pour les nouvelles ») était un bureau de presse américain créé en 1849 par six journaux new-yorkais. À cette époque, les nouvelles d'Europe arrivaient par bateau sur le continent américain, d'abord dans le port d'Halifax, (Nouvelle-Écosse), seul grand port canadien libre de glaces toute l'année, et les journaux envoyaient des émissaires pour les collecter, plusieurs jours avant l'arrivée des navires à New York. C'est la seconde forme d'organisation ayant mené à la création de l'Associated Press. 
Samuel Morse, qui a créé la Magnetic Telegraph company en 1845, crée le Pony express de Nouvelle-Écosse en février 1849, qui permet de gagner une journée dans la réception des nouvelles d'Europe. Le journaliste Daniel H. Craig est installé au bureau d'Halifax de la Harbor News Association en 1851.
En octobre 1856, l'association fait place à la « General News Association of the City of New York » (qui deviendra la New York Associated Press), après avoir accueilli en son sein le New York Times.
Plusieurs des journaux fondateurs, en particulier le New York Herald et le Journal of Commerce sont connus de leurs lecteurs pour les efforts déployés afin de permettre au journal de publier avec quelques heures d'avance les nouvelles fraîches apportées par les navires en provenance de l'Europe, en allant à leur rencontre avant qu'ils n'entrent dans le port. 
| Journal        | The New York Sun | New York Herald | New-York Tribune | The Express | Courier and Enquirer | Journal of Commerce |
| Tirage en 1850 | 55 000           | 32 640          | 19 480           | 10 700      | 5 200                | 4 800               |